# 伊纳瓜群岛
伊納瓜群島是巴哈马的最南端的區，由大伊納瓜島和小伊納瓜島组成。人们都住在大伊纳瓜岛上，而小伊纳瓜岛则是无人居住的野生动物保护区。首府马修镇是岛上唯一的城镇，居民主要从事盐业和旅游业。历史上，伊纳瓜群岛在17-18世纪时曾是海盗的藏身之地。